# Чендо
Миге́ль Порла́н Ноге́ра (исп. Miguel Porlán Noguera; род. 12 октября 1961, Тотана, Мурсия) — также известный как Че́ндо, испанский футболист, выступал на позиции защитника.
Известен по выступлениям за «Реал Мадрид» и национальную сборную Испании. Имеет на своём счету 26 матчей в составе национальной сборной. Двукратный обладатель Кубка Испании, обладатель Кубка чемпионов УЕФА и двукратный обладатель Кубка УЕФА.

## Карьера

### Клубная
Родился 28 октября 1961 года в городе Тотана. Воспитанник футбольной школы клуба «Реал Мадрид».
В профессиональном футболе дебютировал в 1979 году выступлениями за команду «Реал Мадрид Кастилья», в которой провёл четыре сезона, приняв участие лишь в 67 матчах чемпионата.
В 1982 году перешёл в клуб «Реал Мадрид», за который отыграл 16 сезонов. Большую часть времени, проведённого в составе мадридского «Реала», был основным игроком защиты команды. В составе «Реала» семь раз завоевывал титул чемпиона Испании, становился обладателем Кубка чемпионов УЕФА, обладателем Кубка УЕФА (дважды). Завершил профессиональную карьеру футболиста в 1998 году.

### Международная
В 1981 году дебютировал в составе юношеской сборной Испании, принял участие в 4 играх на юношеском уровне. В течение 1980—1984 годов привлекался в состав молодёжной сборной Испании. На молодёжном уровне сыграл в 9 официальных матчах.
В 1986 году дебютировал в официальных матчах в составе национальной сборной Испании. На протяжении карьеры в национальной команде, которая длилась 5 лет, провёл за неё 26 матчей.
В составе сборной был участником чемпионата мира 1986 года в Мексике и чемпионата мира 1990 года в Италии.

## Достижения

### Командные
- Чемпион Испании (7):

«Реал Мадрид»: 1985/86, 1986/87, 1987/88, 1988/89, 1989/90, 1994/95, 1996/97
- Обладатель Кубка Испании (2):

«Реал Мадрид»: 1988/89, 1992/93
- Обладатель Кубка чемпионов УЕФА (1):

«Реал Мадрид»: 1997/98
- Обладатель Кубка УЕФА (2):

«Реал Мадрид»: 1984/85, 1985/86